# Wolfram Heberle
Wolfram Heberle (* 1966) ist ein Theaterschauspieler, Theaterproduzent und der Leiter des Studienbereichs Theater an der Hochschule der Künste Bern. 
Seit 2007 ist Wolfram Heberle für die Leitung des Studienbereichs Theater an der Hochschule der Künste Bern zuständig. Er leitet somit die Bachelor- und Masterstudiengänge. Er ist ausgebildeter Schauspieler und war lange Produzent freier Theatergruppen u. a. Plasma.
Als Schauspieler hatte er feste Engagements an den Theatern in Trier (1995–1999) und Tübingen (1999–2001).

## Weblink
- Profil Heberles auf den Seiten der Hochschule der Künste Bern

| Personendaten    | Personendaten |
| ---------------- | --- |
| NAME             | Heberle, Wolfram                                                                                                   |
| KURZBESCHREIBUNG | Theaterschauspieler, Theaterproduzent und der Leiter des Studienbereichs Theater an der Hochschule der Künste Bern |
| GEBURTSDATUM     | 1966 |